# Mimognoma szetschuanensis
Mimognoma szetschuanensis là một loài bọ cánh cứng trong họ Cerambycidae.